# Mittelschmalkalden
Mittelschmalkalden è una frazione (Ortsteil) della città tedesca di Smalcalda.